# Риочи Сасакава
Риочи Сасакава (на японски: 笹川 良 一 Sasakawa Ryōichi, 4 май 1899 – 18 юли 1995) е японски бизнесмен, политик и филантроп, роден в Мино Осака, Япония. Той бива обвинен като военнопрестъпник клас „A“ след Втората световна война, но освободен без процес  и който е бил самопровъзгласен фашист, каромаку (политически брокер на власт), и основател на Фондация „Нипон“. Макар да е широко известен в Африка и голяма част от развиващите се страни за своята широкомащабна филантропична дейност и програми, които установява, в същото време той е разглеждан с враждебност от множество интелектуалци, които изпитват съмнение към неговата дейност , както заради крайно десните му виждания, така и заради подкрепата му към Унификацкото движение на църквата на Муун.
Софийският университет дава стипендии заедно с Фондация „Сасакава“, България .